# Luiz Guedes
Luiz MacArthur Costa Guedes (Montes Claros, 21 de janeiro de 1949 – Montes Claros, 25 de novembro de 1997) foi um compositor e cantor brasileiro que deixou sua marca na música pop.
Entre 1979 e 1984, junto com Thomas Roth, Lulu, como era conhecido, formou uma dupla criativa. Os dois moldaram canções vibrantes como Canção de Verão, Voo Livre (estas duas grandes sucessos do grupo Roupa Nova), Cachoeira (sucesso romântico de Ronnie Von), Nova Estação (com Elis Regina), Como Nunca (com o primo Beto Guedes), Amo Você (com Peninha), Jornal do Planeta, Ela Sabe Demais e Milagre do Amor.

## Biografia
Luiz Guedes nasceu em Montes Claros, em 21 de janeiro de 1949. Era o caçula do casal Coroliano Fernandes Guedes e Eurídice Costa Guedes, e sobrinho de Godofredo Guedes, sendo, naturalmente, primo de Beto Guedes. Lulu cresceu num ambiente musical. Foi ele quem ensinou a Beto os primeiros acordes de violão.
Já adolescente, em Belo Horizonte, conviveu com a turma do futuro Clube da Esquina: Milton Nascimento, Lô Borges, Márcio Borges, Flávio Venturini e Novelli, uma geração de músicos brilhantes. Lulu resolveu não embarcar nesse "trem azul": veio para São Paulo em 1973, para seguir seu próprio caminho.
Foi na capital paulista que começou parceria com um outro primo, o letrista Paulo Flexa, então estreante. A dupla não fez muito sucesso, mas assinou grandes composições como Estradas, Clube do Coração e Amoramar.

### Dupla com Thomas Roth
Em 1978 conheceu o carioca Thomas Roth, dando início a uma vigorosa parceria. Em 1981 lançaram o primeiro LP, Extra, pela EMI-Odeon, um pop eficiente e bem elaborado, melodias e harmonias refinadas e vocais bem apurados. Juntos fizeram sucesso nas FMs com Milagre do Amor, Chuva de Vento e Estradas.
Jornal do Planeta, lançado pela mesma EMI em 1983, último disco da dupla, foi produzido com requinte, apresentando arranjos sofisticados e inventivos, e apresentou como grandes sucessos a faixa-título e Ela Sabe Demais.
Em 1985, diante do sucesso do rock nacional e da falta de apoio das gravadoras, a dupla resolveu se separar. No entanto, Thomas Roth resolveu homenagear o amigo relançando os dois CDs da dupla pela Lua Music.

### Doença e morte
Em 1994, Lulu descobriu um câncer e resolveu voltar para Montes Claros, para viver com a esposa Lenita e as filhas Bárbara e Débora e, acima de tudo, cuidar dos seus negócios e terminar a vida compondo. Esquecido pela mídia e fulminado pela doença, Luiz Guedes morreu no dia 25 de novembro de 1997.

## Composições
- Lágrima de Amor
- Boa Sorte
- Paisagem na Janela
- Como Nunca
- Dona Julia
- Balada dos 400 Golpes
- São Paulo